# Nižbor
Nižbor település Csehországban, a Berouni járásban. Nižbor Roztoky, Račice, Sýkořice, Trubská, Nový Jáchymov, Otročiněves, Králův Dvůr, Chyňava, Hudlice, Hýskov, Beroun, Běleč és Bratronice településekkel határos. Lakosainak száma 2131 fő (2024. január 1.).

## Népesség
A település lakosságának változását az alábbi diagram mutatja:
| Lakosok száma | 2374 | 1962 | 1886 | 1639 | 1746 | 1499 | 2045 | 2056 | 2114 | 2131 |
|               | 1869 | 1890 | 1921 | 1950 | 1980 | 2001 | 2017 | 2019 | 2022 | 2024 |